# Shweshwe

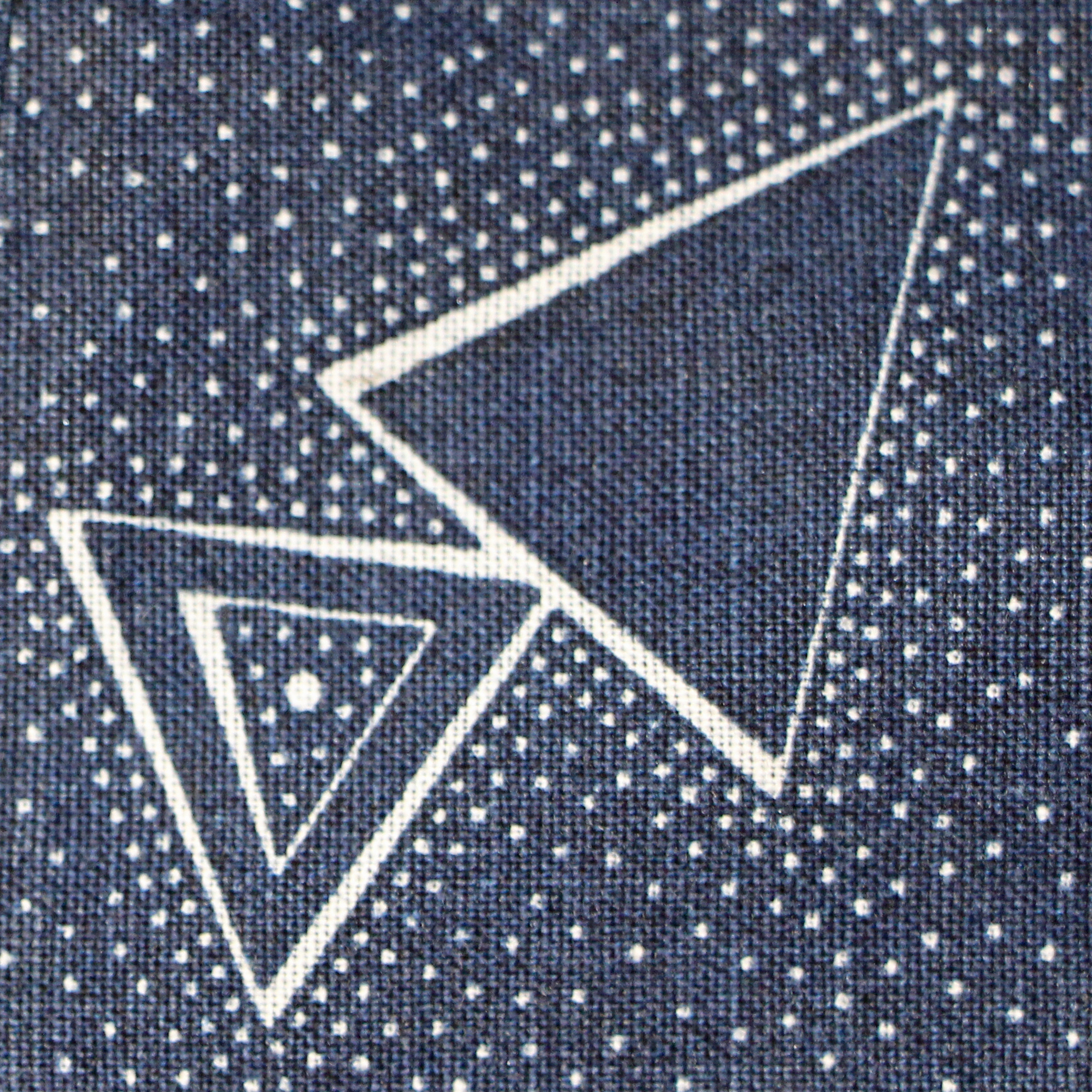
Imagem descrevendo como é o tecido.

Shweshwe é um tecido de algodão tingido estampado amplamente utilizado para roupas tradicionais da África Austral. Originalmente tingido de anil, o tecido é fabricado em uma variedade de cores e estampas caracterizadas por intrincados padrões geométricos. Devido à sua popularidade, shweshwe foi descrito como o brim, ou tartã, da África do Sul. 

## Nome
O nome local shweshwe é derivado da associação do tecido com o rei Moshoeshoe I do Lesoto, também escrito "Moshweshwe". Moshoeshoe I foi presenteado com o tecido por missionários franceses na década de 1840 e posteriormente popularizou seu uso em sua corte.
Também é conhecido como sejeremane ou seshoeshoe em Sotho , bem como terantala (derivado do africâner tarentaal), e ujamani em Xhosa , após colonos alemães e suíços do século XIX que importaram o tecido blaudruck ("impressão azul") para suas roupas. e ajudou a enraizá-lo na cultura sul-africana e basoto.